# Euchalcia
Euchalcia är ett släkte av fjärilar som beskrevs av Jacob Hübner 1821.. Euchalcia ingår i familjen nattflyn, Noctuidae.

## Dottertaxa tillEuchalcia, i alfabetisk ordning[1][2]
- Euchalcia albavitta Ottolengui, 1902

- Euchalcia altaica Dufay, 1968
- Euchalcia annemaria de Freina & Hacker, 1985
- Euchalcia anthea Ronkay, Ronkay & Behounek, 2008
- Euchalcia augusta (Staudinger, 1891)
  - Euchalcia augusta wolfi Hacker & Ronkay, 1992
- Euchalcia aureolineata Gyulai & Ronkay, 1997
- Euchalcia bactrianae Dufay, 1968
- Euchalcia bea Hreblay & Ronkay, 1998
- Euchalcia bellieri (Kirby, 1903)
- Euchalcia biezankoi (Alberti, 1965)
  - Euchalcia biezankoi defreinae Hacker, 1986
- Euchalcia borealis Lafontaine & Poole, 1991
- Euchalcia caelestissima Hreblay & Ronkay, 1998
- Euchalcia cashmirensis Moore, 1881
- Euchalcia chalcophanes Dufay, 1963
- Euchalcia chlorocharis (Dufay, 1961)
- Euchalcia consona (Fabricius, 1787)
- Euchalcia cuprescens Dufay, 1965
- Euchalcia defreinai Hacker, 1986
- Euchalcia dorsiflava (Standfuss, 1892)
- Euchalcia emichi (Rogenhofer & Mann, 1873)
- Euchalcia erzsebet Ronkay, Ronkay & Behounek, 2008
- Euchalcia eva Ronkay, Ronkay & Behounek, 2008
- Euchalcia exornata Ronkay, 1987
- Euchalcia gerda (Püngeler, 1907)
- Euchalcia gyulaii Ronkay, Ronkay & Behounek, 2008
- Euchalcia hedeia Dufay, 1978
- Euchalcia herrichi (Staudinger, 1861)
- Euchalcia hissarica Klyuchko, 1983
- Euchalcia hyrcaniae Dufay, 1963
- Euchalcia incredibilis Hacker & Ebert, 2002
- Euchalcia italica (Staudinger, 1882)
- Euchalcia kautti Hacker & Ronkay, 1992
- Euchalcia kitchingi Hacker & Ronkay, 1992
- Euchalcia kondarensis Klyuchko, 1989
- Euchalcia maria (Staudinger, 1892)
- Euchalcia modestoides Poole, 1989, Rostfläckigt metallfly
- Euchalcia mongolica (Staudinger, 1901)
- Euchalcia nepalina Hreblay & Plante, 1995
- Euchalcia obscurior Alberti, 1965
- Euchalcia olga Kravchenko, Müller, Fibiger, Mooser & Ronkay, 2006
- Euchalcia orophasma (Boursin, 1960)
- Euchalcia paulina (Staudinger, 1892)
- Euchalcia renardi (Eversmann, 1844)
- Euchalcia seitzi Ronkay, Ronkay & Behounek, 2008
- Euchalcia sergia (Oberthür, 1884)
- Euchalcia serraticornis Dufay, 1965
- Euchalcia siderifera (Eversmann, 1856)
  - Euchalcia siderifera achaiae Dufay, 1968
- Euchalcia stilpna Dufay, 1969
- Euchalcia taurica (Osthelder, 1933)
- Euchalcia variabilis (Piller & Mitterpacher, 1783), Rosalinjerat metallfly
  - Euchalcia variabilis fuscolivacea Varga & Ronkay, 1984
  - Euchalcia variabilis uralensis (Eversmann, 1842)
- Euchalcia viridis (Staudinger, 1901)
  - Euchalcia viridis phrygiae Dufay, 1963
- Euchalcia xanthoides Dufay, 1968

## Bildgalleri

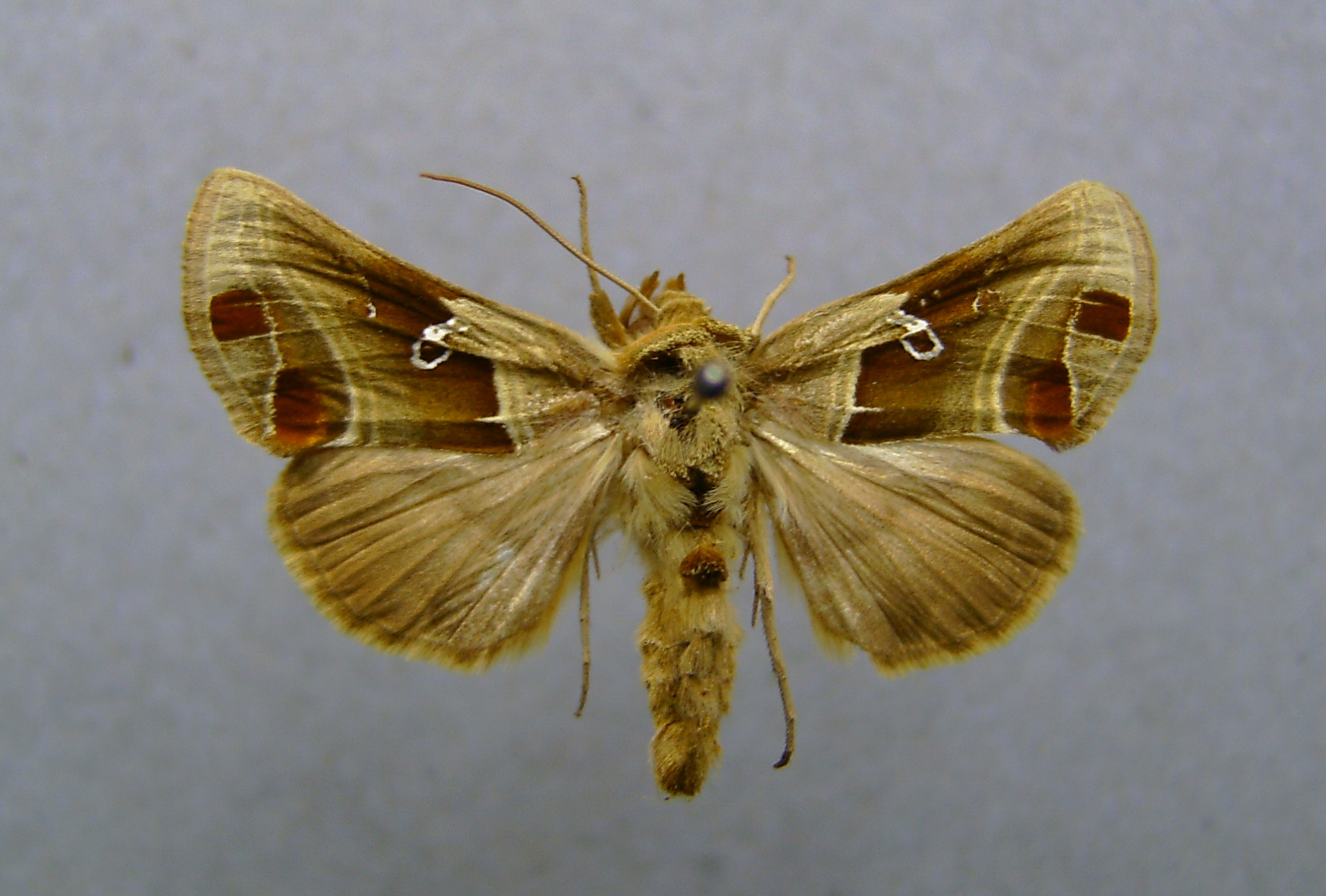
Euchalcia consona
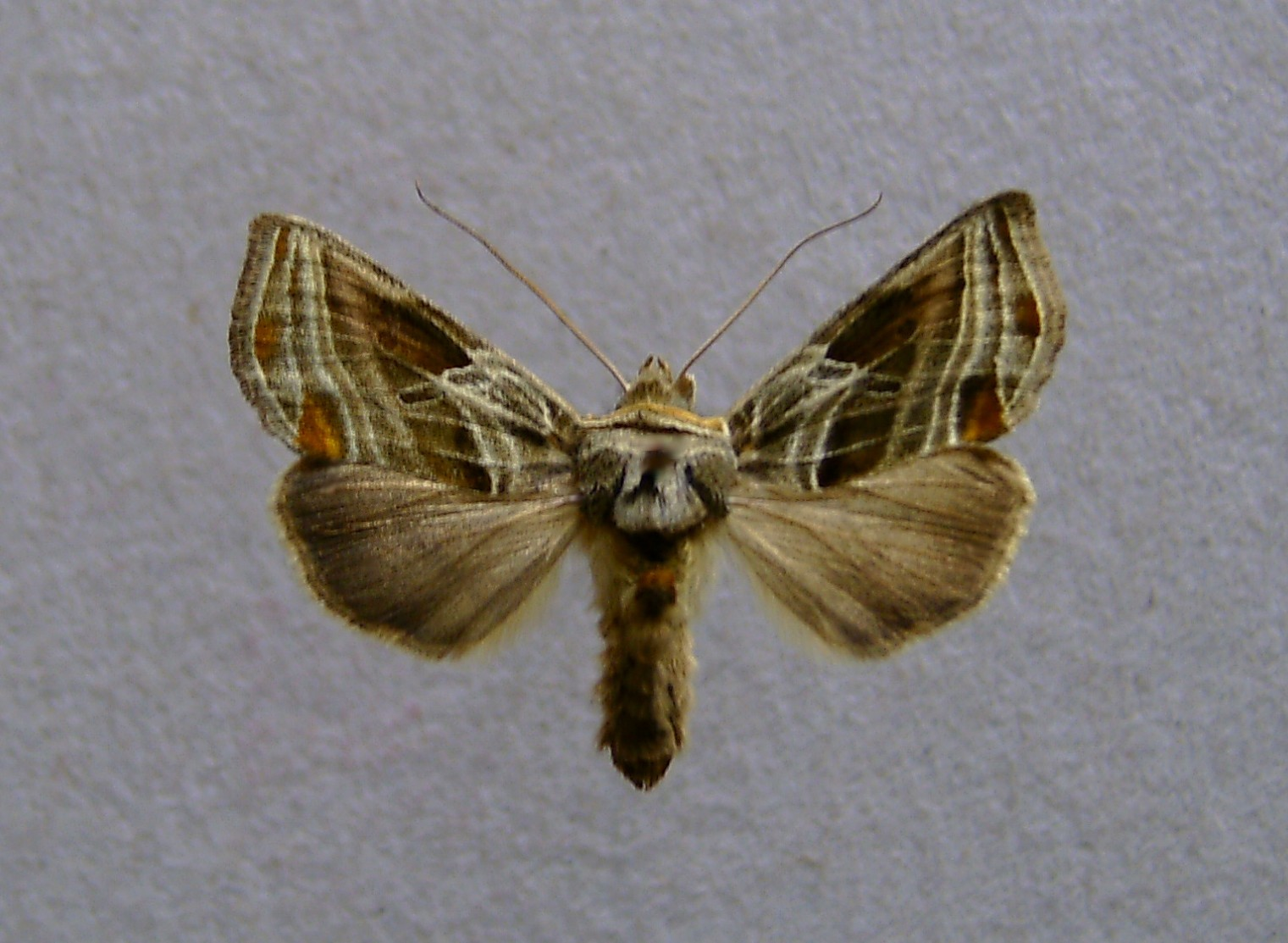
Rostfläckigt metallfly, Euchalcia modestoides
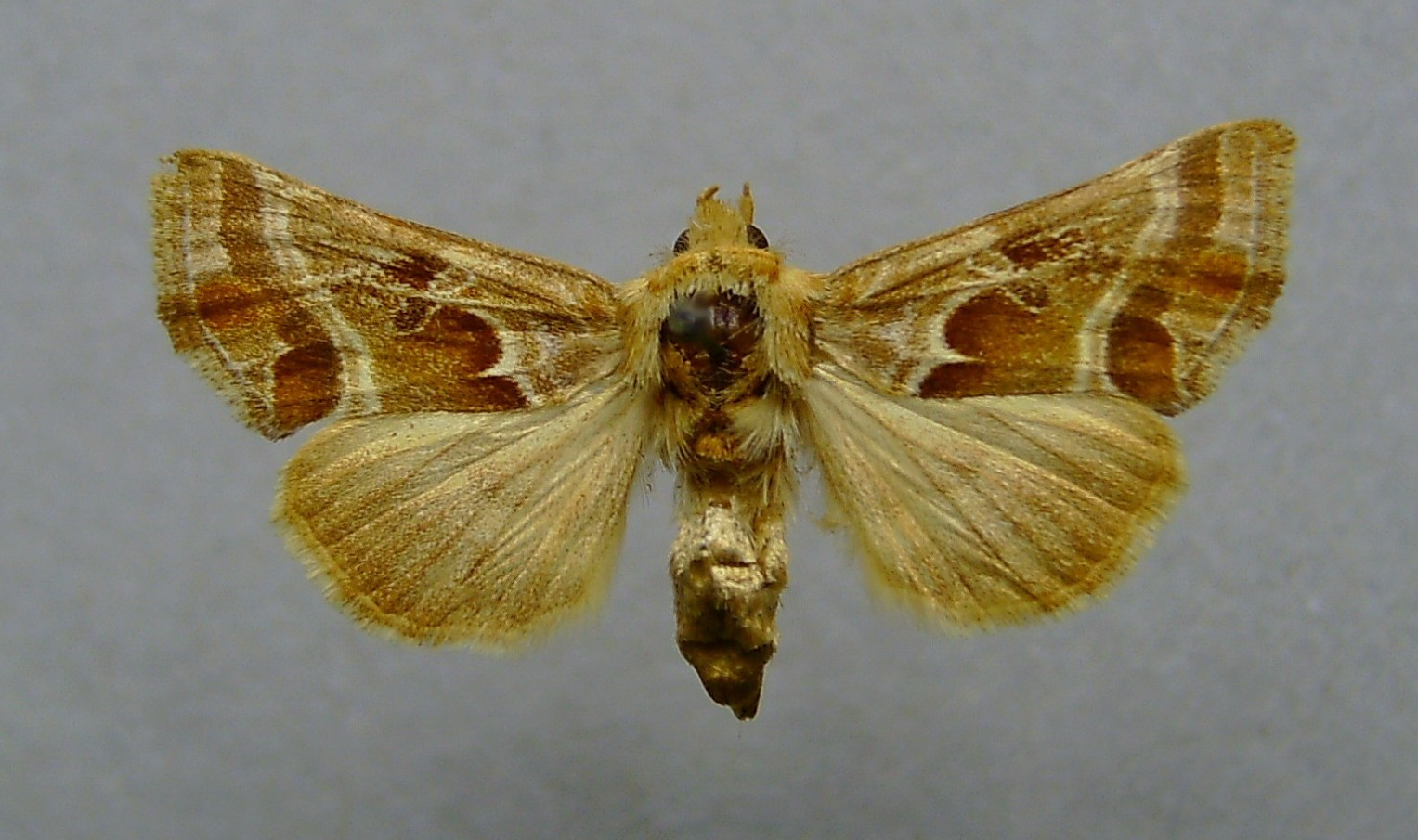
Euchalcia siderifera
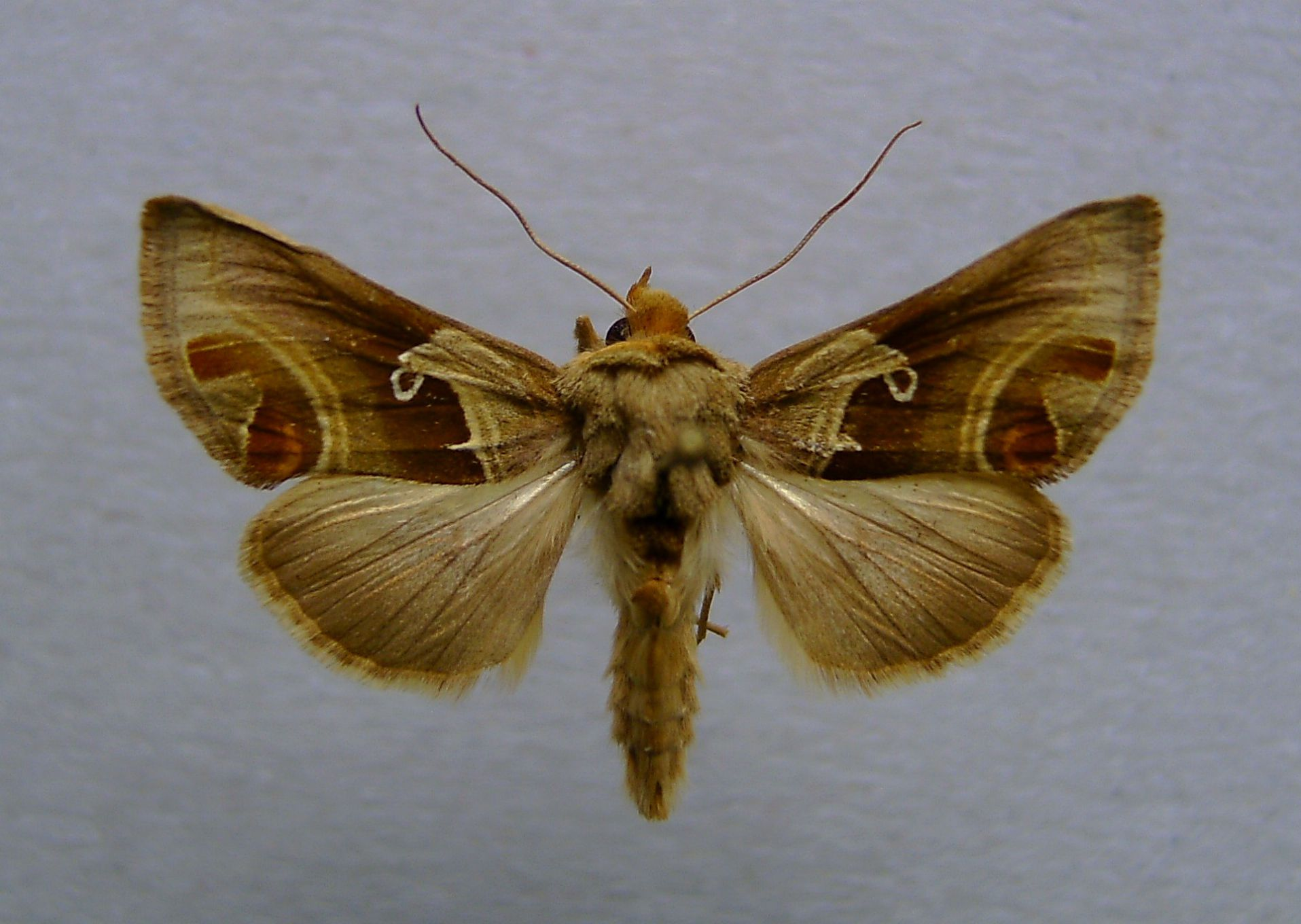
Euchalcia taurica
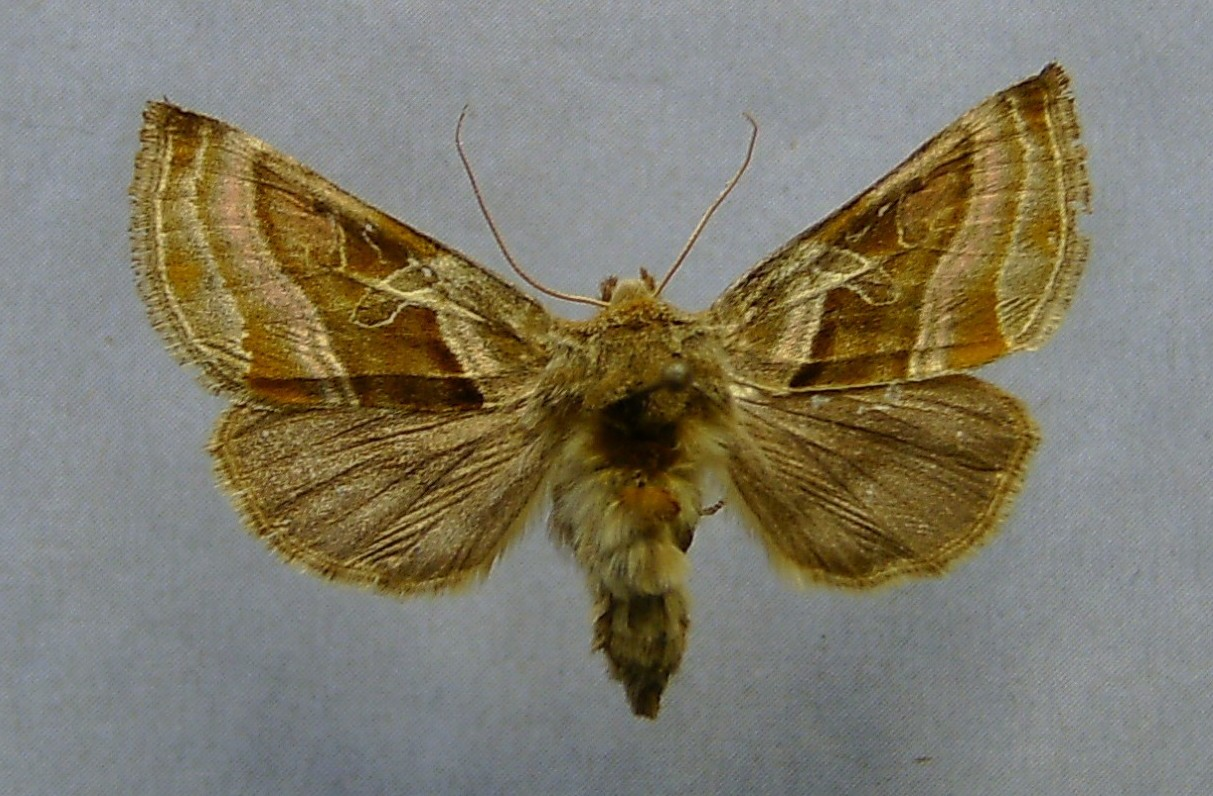
Rosalinjerat metallfly, Euchalcia variabilis